# Olands härads valkrets
Olands härads valkrets var vid valen 1872–1905 till andra kammaren en egen valkrets med ett mandat. Den avskaffades vid valet 1908 och uppgick i Olands och Norunda häraders valkrets.

## Riksdagsmän
- Gustaf Bolin (1873–1875)
- Gustaf Tamm (1876)
- Adolf de Jounge (1877–1878)
- Bernhard Martin (1879–1881)
- Carl Carlson (1882–1884)
- Karl Holmgren, lmp (1885–första riksmötet 1887)
- Johan Löfberg (andra riksmötet 1887)
- Karl Holmgren, nya lmp 1888–1894, lmp 1895–1900 (1888–20/2 1900)
- Karl Björkman, lmp (3/4 1900–1902)
- Arvid Reuterskiöld, lmp (1903–1905)
- Per Pehrsson, nfr (1906–1908)

## Valresultat

### 1887 (vår)
| Andrakammarvalet i Sverige 1887 (vår): Olands härads valkrets | Andrakammarvalet i Sverige 1887 (vår): Olands härads valkrets | Andrakammarvalet i Sverige 1887 (vår): Olands härads valkrets | Andrakammarvalet i Sverige 1887 (vår): Olands härads valkrets | Andrakammarvalet i Sverige 1887 (vår): Olands härads valkrets | Andrakammarvalet i Sverige 1887 (vår): Olands härads valkrets |
| Parti                                                         | Parti                                                         | Kandidat                                                      | Röster                                                        | %                                                             | +/-                                                           |
| ------------------------------------------------------------- | ------------------------------------------------------------- | ------------------------------------------------------------- | ------------------------------------------------------------- | ------------------------------------------------------------- | ------------------------------------------------------------- |
|                                                               | Partilös frihandlare                                          | Johan Löfberg                                                 | 13                                                            | 50,0                                                          |                                                               |
|                                                               | Lantmannapartiet (prot.)                                      | Karl Holmgren                                                 | 13                                                            | 50,0                                                          |                                                               |
| Totalt                                                        | Totalt                                                        | Totalt                                                        | 26                                                            | 100                                                           |                                                               |
| Valdetagande                                                  | Valdetagande                                                  | Valdetagande                                                  | 320                                                           | 41,5                                                          |                                                               |

- Valsättet var medelbart och elektorer valde riksdagsmannen. Valdeltagandet avser valet av elektorer.
- Valet ägde rum den 13 april 1887 och fick avgöras med lottning.

### 1887 (sept.)
| Andrakammarvalet i Sverige 1887 (september): Olands härads valkrets | Andrakammarvalet i Sverige 1887 (september): Olands härads valkrets | Andrakammarvalet i Sverige 1887 (september): Olands härads valkrets | Andrakammarvalet i Sverige 1887 (september): Olands härads valkrets | Andrakammarvalet i Sverige 1887 (september): Olands härads valkrets | Andrakammarvalet i Sverige 1887 (september): Olands härads valkrets |
| Parti                                                               | Parti                                                               | Kandidat                                                            | Röster                                                              | %                                                                   | +/-                                                                 |
| ------------------------------------------------------------------- | ------------------------------------------------------------------- | ------------------------------------------------------------------- | ------------------------------------------------------------------- | ------------------------------------------------------------------- | ------------------------------------------------------------------- |
|                                                                     | Nya lantmannapartiet                                                | Karl Holmgren                                                       | 12                                                                  | 44,5                                                                | -5,5                                                                |
|                                                                     | Partilös protektionist                                              | Carl Carlson                                                        | 9                                                                   | 33,3                                                                | –                                                                   |
|                                                                     | Partilös frihandlare                                                | Per Levander                                                        | 5                                                                   | 18,5                                                                | –                                                                   |
|                                                                     | Annat                                                               | Johan Eriksson                                                      | 1                                                                   | 3,7                                                                 | –                                                                   |
| Totalt                                                              | Totalt                                                              | Totalt                                                              | 27                                                                  | 100                                                                 |                                                                     |
| Valdetagande                                                        | Valdetagande                                                        | Valdetagande                                                        | 243                                                                 | 28,2                                                                | -13,3                                                               |

- Valsättet var medelbart och elektorer valde riksdagsmannen. Valdeltagandet avser valet av elektorer.
- Valet ägde rum den 15 september 1887.

### 1890
| Andrakammarvalet i Sverige 1890: Olands härads valkrets | Andrakammarvalet i Sverige 1890: Olands härads valkrets | Andrakammarvalet i Sverige 1890: Olands härads valkrets | Andrakammarvalet i Sverige 1890: Olands härads valkrets | Andrakammarvalet i Sverige 1890: Olands härads valkrets | Andrakammarvalet i Sverige 1890: Olands härads valkrets |
| Parti                                                   | Parti                                                   | Kandidat                                                | Röster                                                  | %                                                       | +/-                                                     |
| ------------------------------------------------------- | ------------------------------------------------------- | ------------------------------------------------------- | ------------------------------------------------------- | ------------------------------------------------------- | ------------------------------------------------------- |
|                                                         | Nya lantmannapartiet                                    | Karl Holmgren                                           | 21                                                      | 77,8                                                    | +33,3                                                   |
|                                                         | Annat                                                   | Johan Olof Åberg                                        | 5                                                       | 18,5                                                    | –                                                       |
|                                                         | Annat                                                   | Johan Marmén                                            | 1                                                       | 3,7                                                     | –                                                       |
| Totalt                                                  | Totalt                                                  | Totalt                                                  | 27                                                      | 100                                                     |                                                         |
| Valdetagande                                            | Valdetagande                                            | Valdetagande                                            | 361                                                     | 37,4                                                    | +9,2                                                    |

- Valsättet var medelbart och elektorer valde riksdagsmannen. Valdeltagandet avser valet av elektorer.
- Valet ägde rum den 29 september 1890.

### 1893
| Andrakammarvalet i Sverige 1893: Olands härads valkrets | Andrakammarvalet i Sverige 1893: Olands härads valkrets | Andrakammarvalet i Sverige 1893: Olands härads valkrets | Andrakammarvalet i Sverige 1893: Olands härads valkrets | Andrakammarvalet i Sverige 1893: Olands härads valkrets | Andrakammarvalet i Sverige 1893: Olands härads valkrets |
| Parti                                                   | Parti                                                   | Kandidat                                                | Röster                                                  | %                                                       | +/-                                                     |
| ------------------------------------------------------- | ------------------------------------------------------- | ------------------------------------------------------- | ------------------------------------------------------- | ------------------------------------------------------- | ------------------------------------------------------- |
|                                                         | Nya lantmannapartiet                                    | Karl Holmgren                                           | 23                                                      | 88,5                                                    | +10,7                                                   |
|                                                         | Partilös frihandlare                                    | Karl Johan Åberg                                        | 3                                                       | 11,5                                                    | –                                                       |
| Totalt                                                  | Totalt                                                  | Totalt                                                  | 26                                                      | 100                                                     |                                                         |
| Valdetagande                                            | Valdetagande                                            | Valdetagande                                            | 398                                                     | 35,7                                                    | -1,7                                                    |

- Valsättet var medelbart och elektorer valde riksdagsmannen. Valdeltagandet avser valet av elektorer.
- Valet ägde rum den 4 september 1893.

### 1896
| Andrakammarvalet i Sverige 1896: Olands härads valkrets | Andrakammarvalet i Sverige 1896: Olands härads valkrets | Andrakammarvalet i Sverige 1896: Olands härads valkrets | Andrakammarvalet i Sverige 1896: Olands härads valkrets | Andrakammarvalet i Sverige 1896: Olands härads valkrets | Andrakammarvalet i Sverige 1896: Olands härads valkrets |
| Parti                                                   | Parti                                                   | Kandidat                                                | Röster                                                  | %                                                       | +/-                                                     |
| ------------------------------------------------------- | ------------------------------------------------------- | ------------------------------------------------------- | ------------------------------------------------------- | ------------------------------------------------------- | ------------------------------------------------------- |
|                                                         | Lantmannapartiet (prot.)                                | Karl Holmgren                                           | 24                                                      | 92,4                                                    | +3,9                                                    |
|                                                         | Annat                                                   | Carl August Löfvander                                   | 1                                                       | 3,8                                                     | –                                                       |
|                                                         | Annat                                                   | Gustaf Jansson                                          | 1                                                       | 3,8                                                     | –                                                       |
| Totalt                                                  | Totalt                                                  | Totalt                                                  | 26                                                      | 100                                                     |                                                         |
| Valdetagande                                            | Valdetagande                                            | Valdetagande                                            | 215                                                     | 20,7                                                    | -15,0                                                   |

- Valsättet var medelbart och elektorer valde riksdagsmannen. Valdeltagandet avser valet av elektorer.
- Valet ägde rum den 9 september 1896.

### 1899
| Andrakammarvalet i Sverige 1899: Olands härads valkrets | Andrakammarvalet i Sverige 1899: Olands härads valkrets | Andrakammarvalet i Sverige 1899: Olands härads valkrets | Andrakammarvalet i Sverige 1899: Olands härads valkrets | Andrakammarvalet i Sverige 1899: Olands härads valkrets | Andrakammarvalet i Sverige 1899: Olands härads valkrets |
| Parti                                                   | Parti                                                   | Kandidat                                                | Röster                                                  | %                                                       | +/-                                                     |
| ------------------------------------------------------- | ------------------------------------------------------- | ------------------------------------------------------- | ------------------------------------------------------- | ------------------------------------------------------- | ------------------------------------------------------- |
|                                                         | Lantmannapartiet                                        | Karl Holmgren                                           | 25                                                      | 92,6                                                    | +0,2                                                    |
|                                                         | Annat                                                   | Övriga                                                  | 2                                                       | 7,4                                                     | i.u.                                                    |
| Totalt                                                  | Totalt                                                  | Totalt                                                  | 27                                                      | 100                                                     |                                                         |
| Valdetagande                                            | Valdetagande                                            | Valdetagande                                            | 254                                                     | 21,1                                                    | +0,4                                                    |

- Valsättet var medelbart och elektorer valde riksdagsmannen. Valdeltagandet avser valet av elektorer.
- Valet ägde rum den 6 september 1899.
- Karl Holmgren dog dock den 20 februari 1900 och ersattes i ett fyllnadsval av Karl Björkman.

### 1902
| Andrakammarvalet i Sverige 1902: Olands härads valkrets | Andrakammarvalet i Sverige 1902: Olands härads valkrets | Andrakammarvalet i Sverige 1902: Olands härads valkrets | Andrakammarvalet i Sverige 1902: Olands härads valkrets | Andrakammarvalet i Sverige 1902: Olands härads valkrets | Andrakammarvalet i Sverige 1902: Olands härads valkrets |
| Parti                                                   | Parti                                                   | Kandidat                                                | Röster                                                  | %                                                       | +/-                                                     |
| ------------------------------------------------------- | ------------------------------------------------------- | ------------------------------------------------------- | ------------------------------------------------------- | ------------------------------------------------------- | ------------------------------------------------------- |
|                                                         | Lantmannapartiet                                        | Arvid Reuterskiöld                                      | 333                                                     | 48,2                                                    | i.u.                                                    |
|                                                         | Partilös moderatliberal                                 | Per Pehrsson                                            | 278                                                     | 40,2                                                    | i.u.                                                    |
|                                                         | Lantmannapartiet                                        | Karl Björkman                                           | 80                                                      | 11,6                                                    | i.u.                                                    |
| Totalt                                                  | Totalt                                                  | Totalt                                                  | 691                                                     | 100                                                     |                                                         |
| Valdetagande                                            | Valdetagande                                            | Valdetagande                                            | 694                                                     | 51,6                                                    | +30,5                                                   |

- 3 röster kasserades i valet.
- Valet ägde rum den 7 september 1902.

### 1905
| Andrakammarvalet i Sverige 1905: Olands härads valkrets | Andrakammarvalet i Sverige 1905: Olands härads valkrets | Andrakammarvalet i Sverige 1905: Olands härads valkrets | Andrakammarvalet i Sverige 1905: Olands härads valkrets | Andrakammarvalet i Sverige 1905: Olands härads valkrets | Andrakammarvalet i Sverige 1905: Olands härads valkrets |
| Parti                                                   | Parti                                                   | Kandidat                                                | Röster                                                  | %                                                       | +/-                                                     |
| ------------------------------------------------------- | ------------------------------------------------------- | ------------------------------------------------------- | ------------------------------------------------------- | ------------------------------------------------------- | ------------------------------------------------------- |
|                                                         | Nationella framstegspartiet                             | Per Pehrsson                                            | 400                                                     | 49,6                                                    | +9,4                                                    |
|                                                         | Partilös högersinnad                                    | Otto Mauritz Strömberg                                  | 243                                                     | 30,1                                                    | –                                                       |
|                                                         | Partilös moderatliberal                                 | Anders Petter Johansson                                 | 146                                                     | 18,1                                                    | –                                                       |
|                                                         | Annat                                                   | Övriga                                                  | 18                                                      | 2,2                                                     | i.u.                                                    |
| Totalt                                                  | Totalt                                                  | Totalt                                                  | 807                                                     | 100                                                     |                                                         |
| Valdetagande                                            | Valdetagande                                            | Valdetagande                                            | 810                                                     | 58,9                                                    | +7,3                                                    |

- 3 röster kasserades i valet.
- Valet ägde rum den 3 september 1905.
- Per Pehrsson var från början liberal, men gick till Nationella framstegspartiet när detta bildades under riksdagen 1906.